# Wolfsklamm

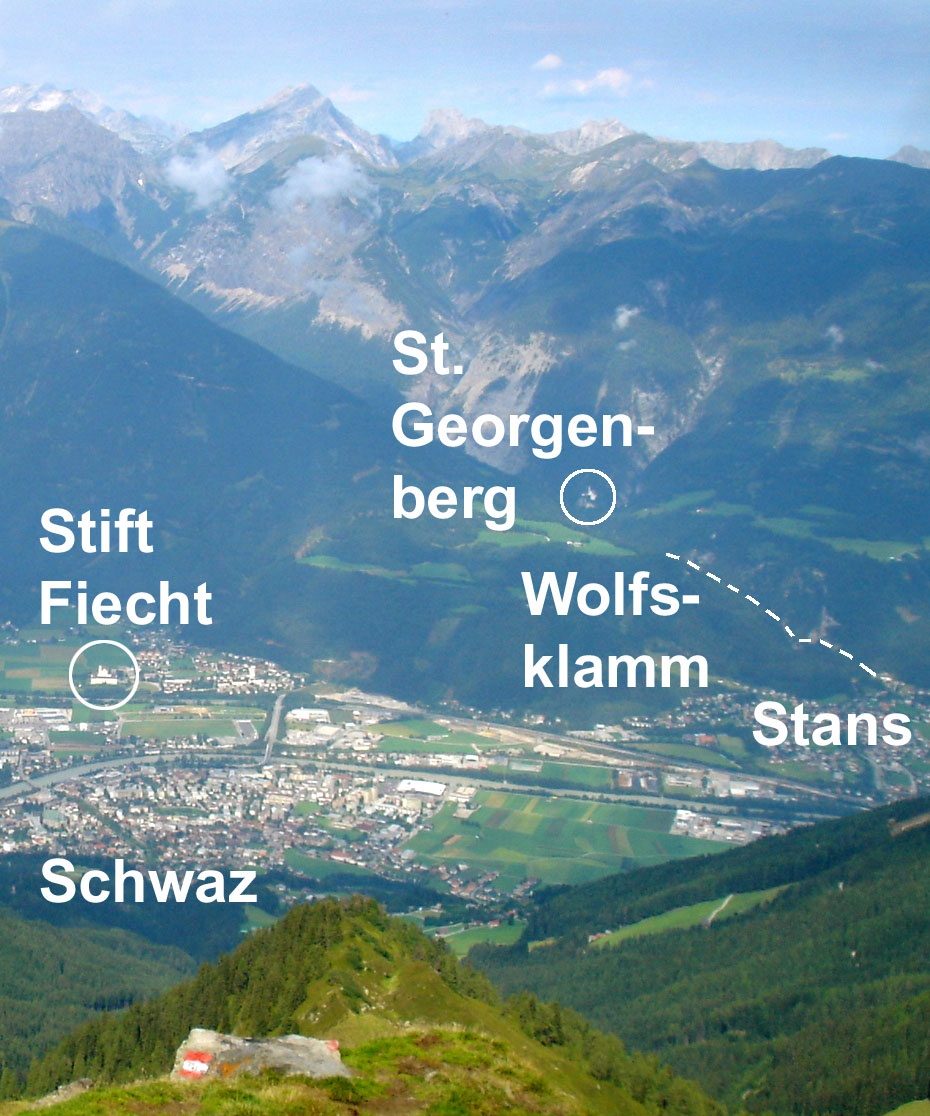

Die Wolfsklamm ist eine Schlucht des Stanser Baches im Gemeindegebiet von Stans im Bundesland Tirol.
Die Schlucht beginnt wenige hundert Meter talwärts des österreichischen Georgenbergs, sie wurde vom Stanser Bach in den Dolomitfels des Karwendelgebirges gewaschen. Sie führt bis zum Nordrand des Ortes Stans, den der Bach dann mit wenig Gefälle durchquert, und überbrückt dabei einen Höhenunterschied von 254 Metern.
Touristisch wurde die Wolfsklamm ab 1901 erschlossen, indem an den kritischsten Stellen hölzerne Stege errichtet wurden, und am 11. August 1901 eingeweiht. 1936 war sie für Wanderer vollkommen begehbar, doch fiel der gesamte Ausbau 1950 einer Überschwemmung zum Opfer. Der Gemeinde und dem lokalen Tourismusverband gelang 1957 die Wiedererrichtung der Anlagen.
Die Klamm hat angeblich 324 (nach manchen Quellen 354) Stufen und endet bergseitig an einem 12 Meter hohen Wehr. Oberhalb davon durchwandert der Besucher einen Laubwald, aus dem bald hoch über dem Stanser Bach der Wallfahrtsort St. Georgenberg zu erkennen ist. Das danach beginnende Stallental, das derselbe Bach durchfließt, gehört zum Naturschutzgebiet Alpenpark Karwendel und ist nicht für touristische Begehung dem Wasser entlang erschlossen.
Botanisch ist die Klamm von Interesse wegen einiger Schluchtpionierpflanzen, welche die ständig feuchten Felswände besiedeln, beispielsweise Primula auricula.
Die Durchwanderung ist mautpflichtig (Mautstelle am Ortsrand von Stans, Hinweistafel am oberen Eingang) und von November bis April gesperrt.

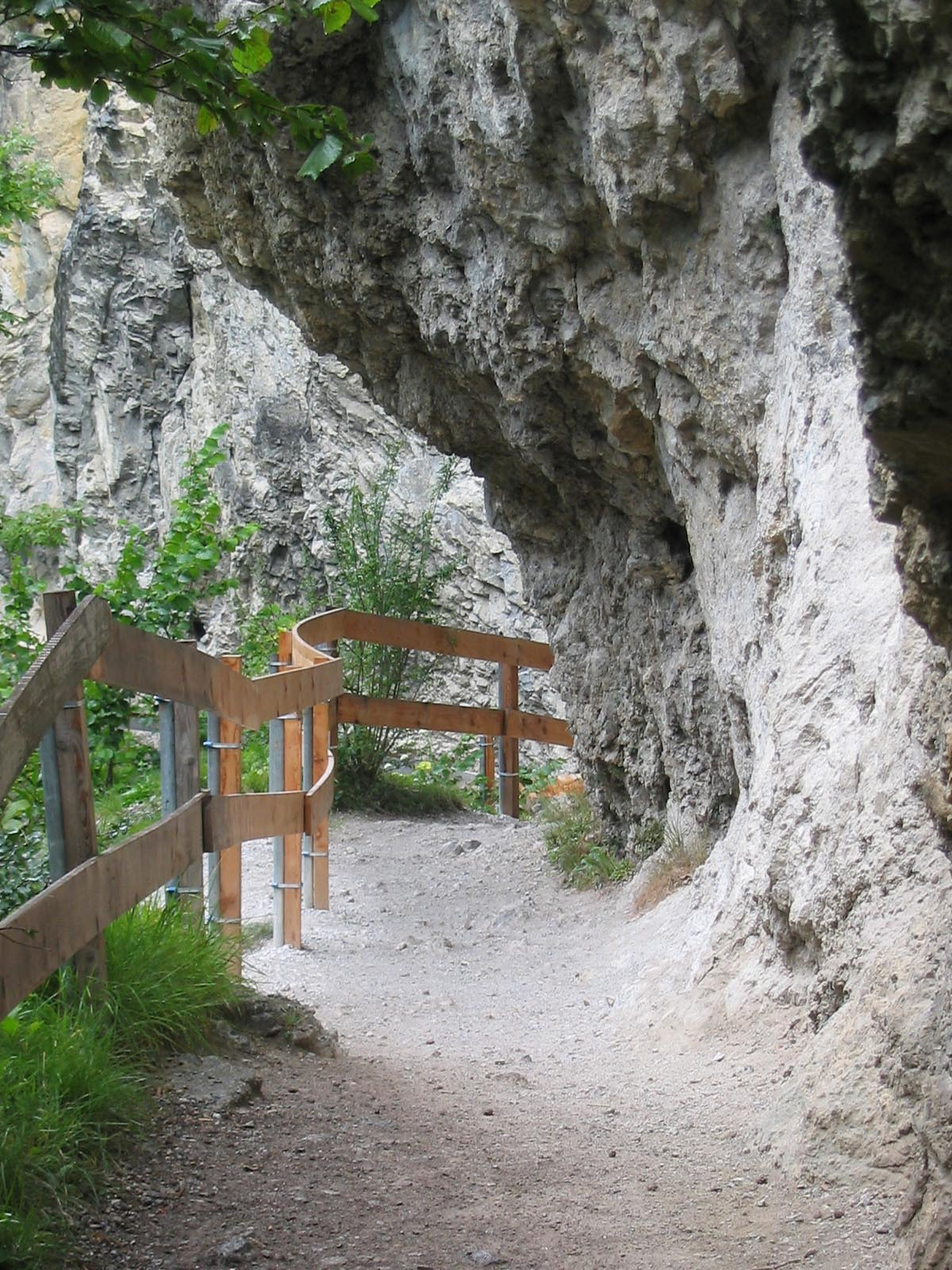
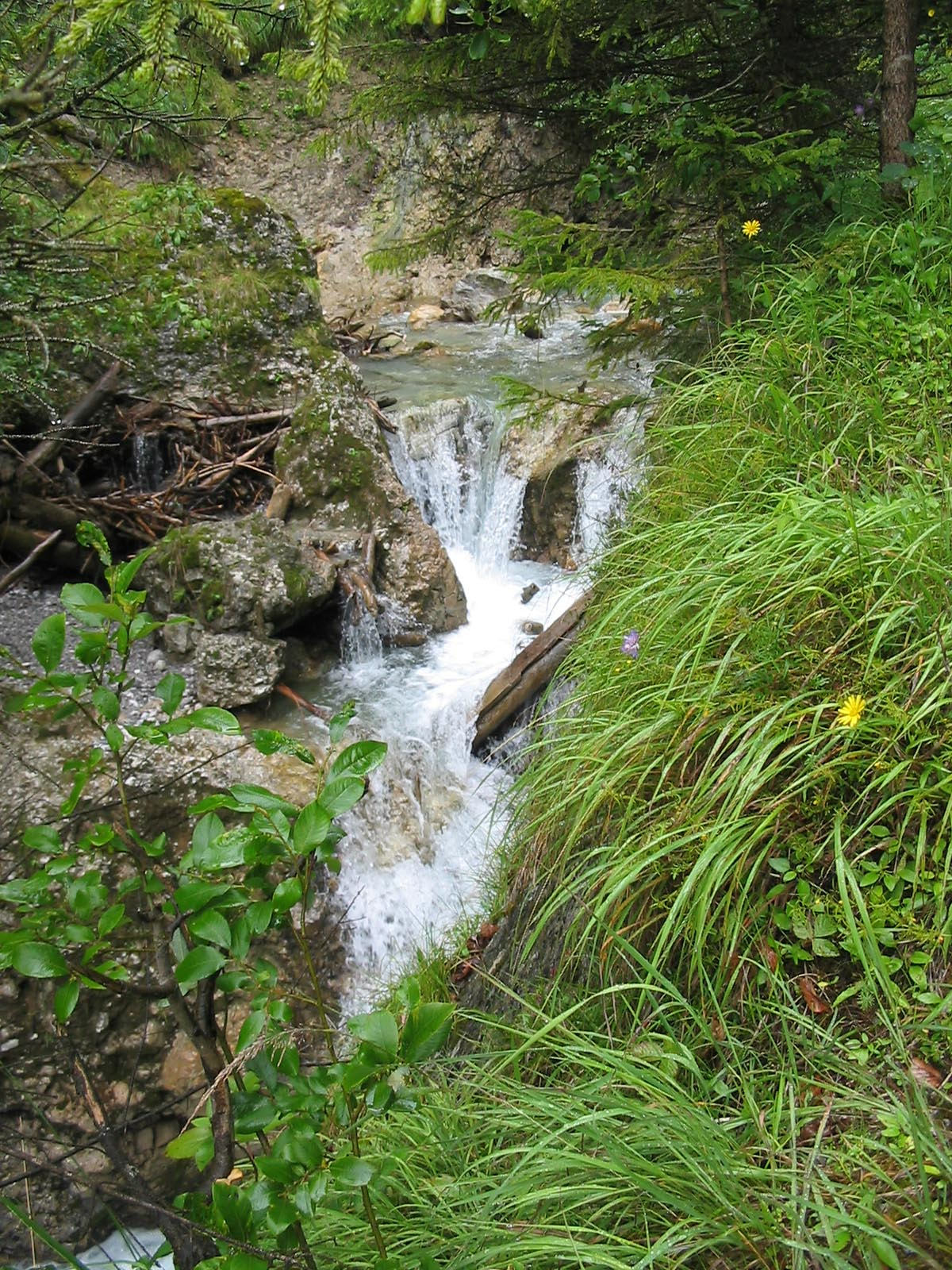
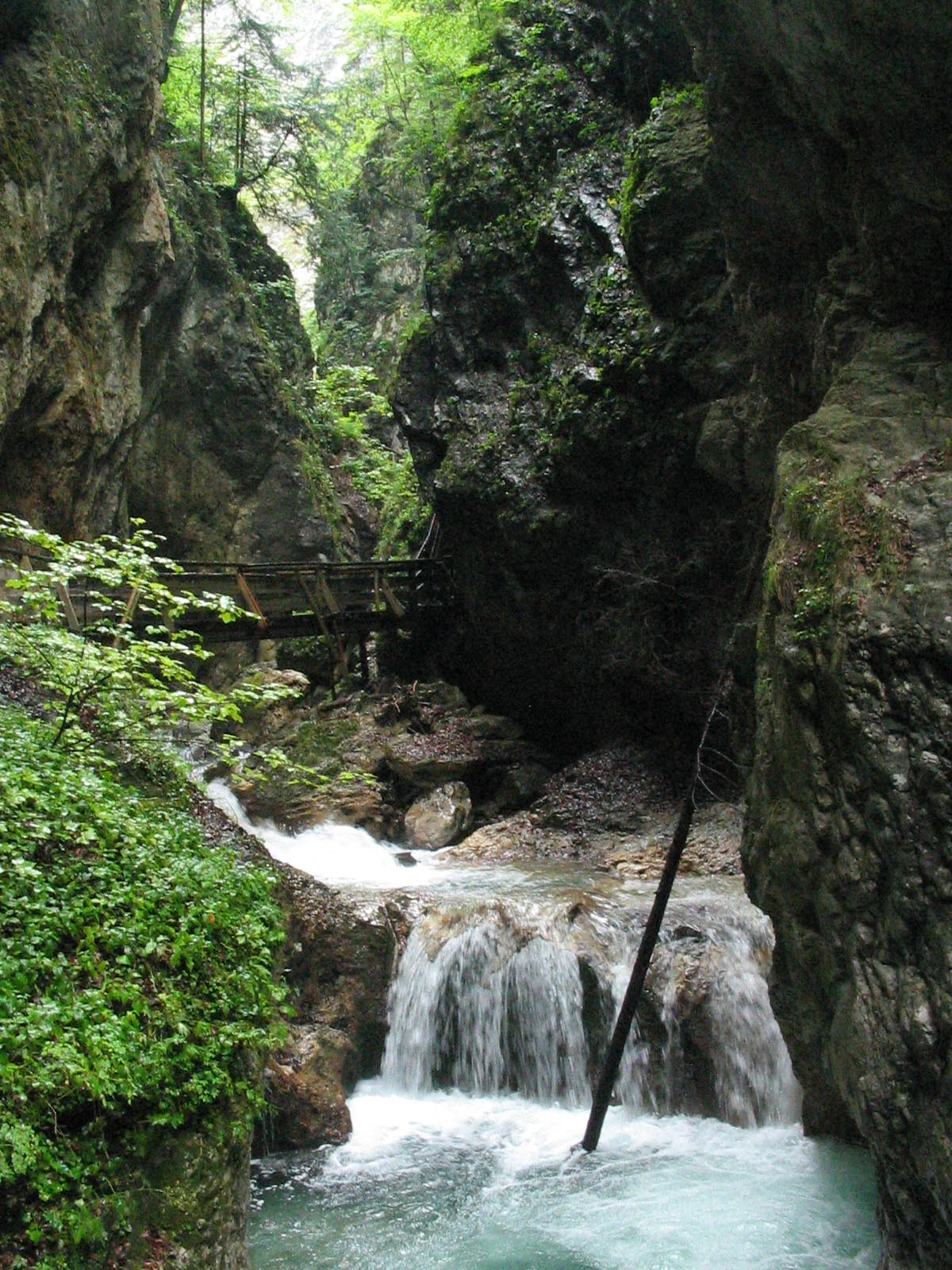
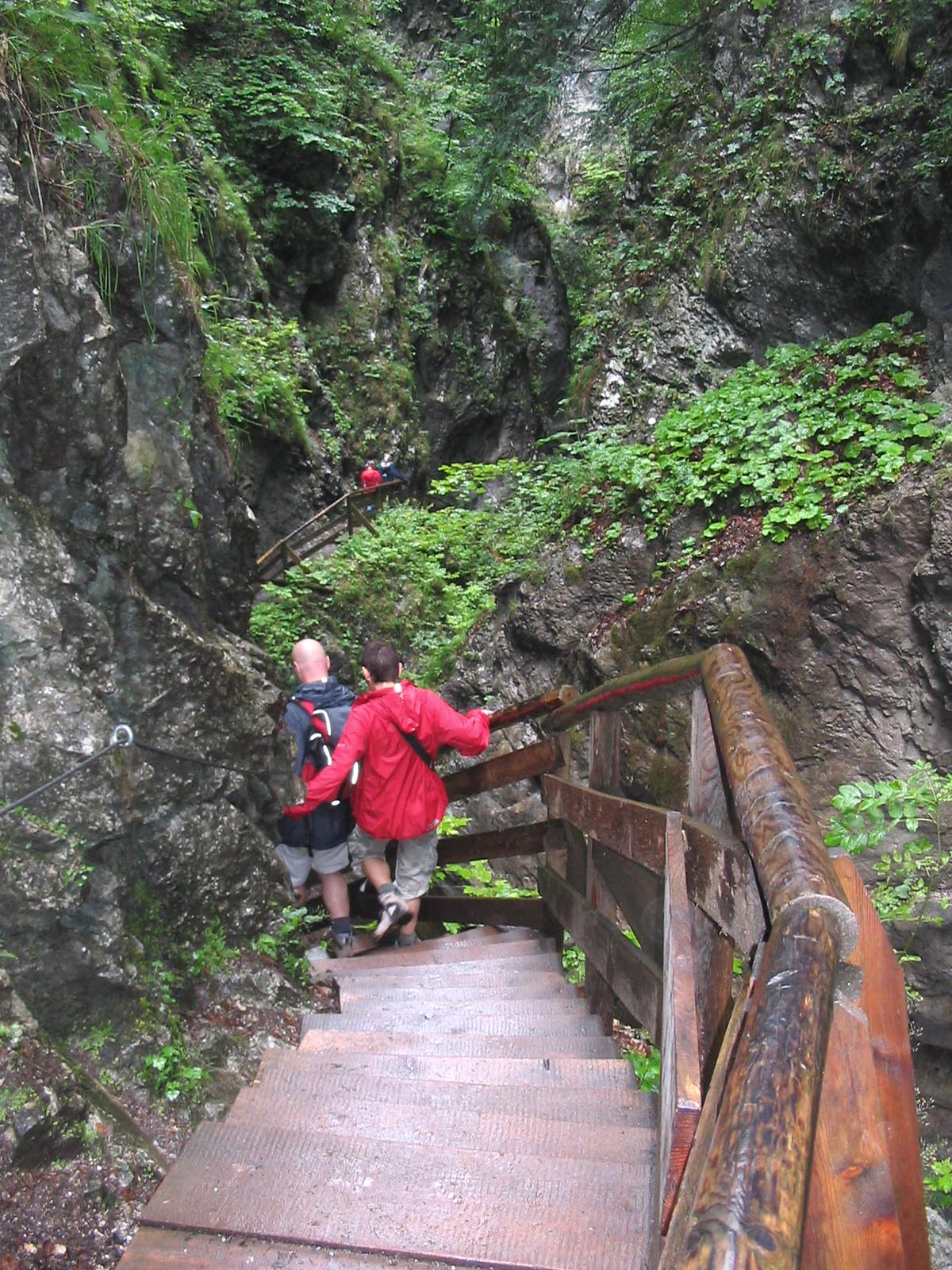
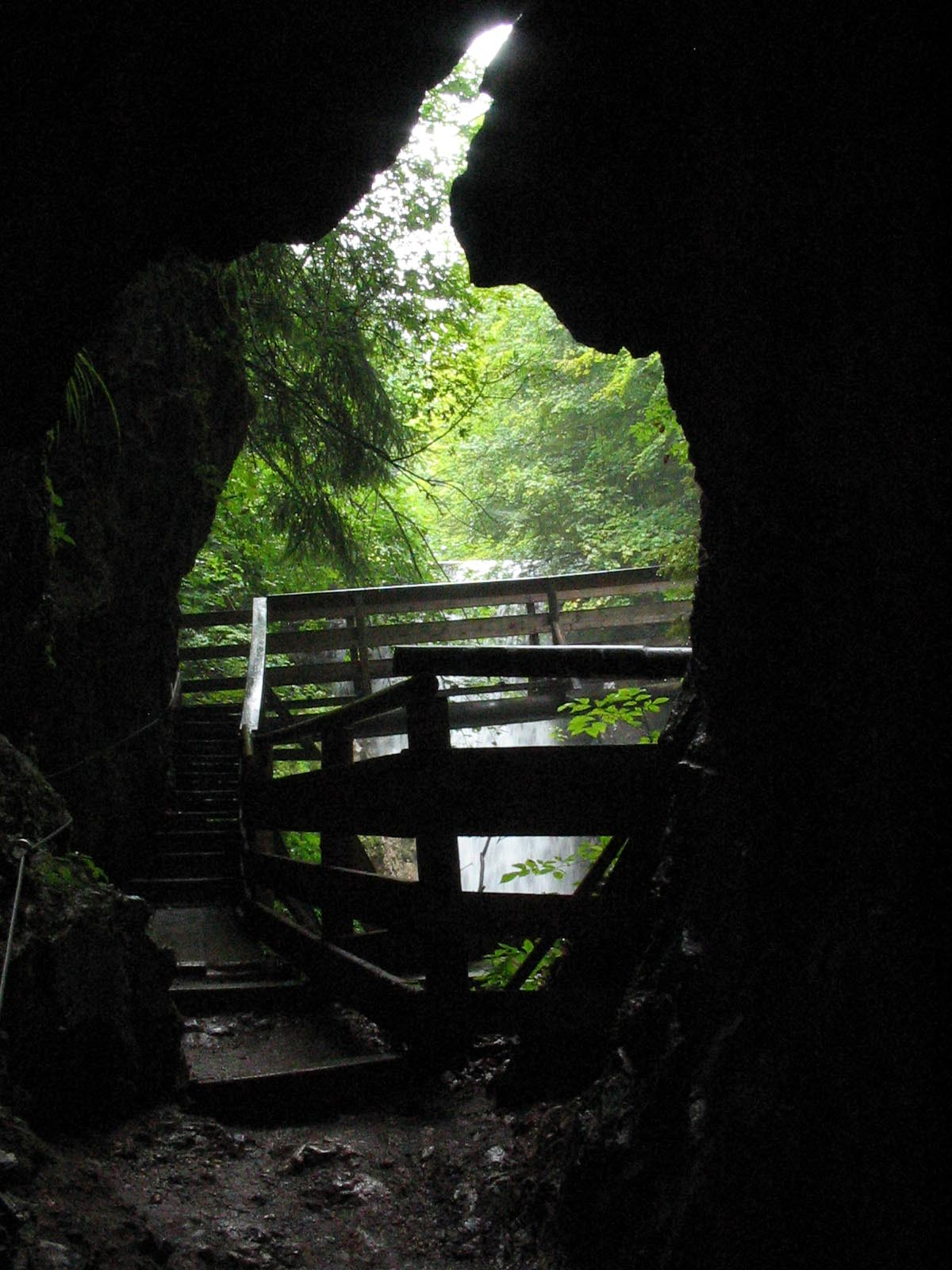